# モンゴル国の地理

モンゴルの位置

本項では、モンゴル国の地理（モンゴルこくのちり）について解説する。モンゴル国（以下、モンゴル）は中華人民共和国（中国）とロシアに挟まれた東アジアの国で、海とは接しない内陸国である。

## 国土
モンゴルの国土はおおよそ北緯41度35分から北緯52度6分（1259キロメートル）、東経87度47分から東経119度57分（2392キロメートル）の範囲内にあり、形状は楕円形に近い。北はロシアと、南は中国と接している内陸国で、最も近い海域の渤海からは700キロ程度離れている。面積は陸域155万3556平方キロメートル、水域1万560平方キロメートルで、計156万4116平方キロメートルとなっており、世界で18番目に大きい国である。
モンゴルの領土の範囲は以下の通り。
- 最北端 - シャラ峠
- 最南端 - オルボグ・ガショーン・オボー
- 最東端 - ヌムルギン・オボー
- 最西端 - タブン・ボグド山

## 地形・地質

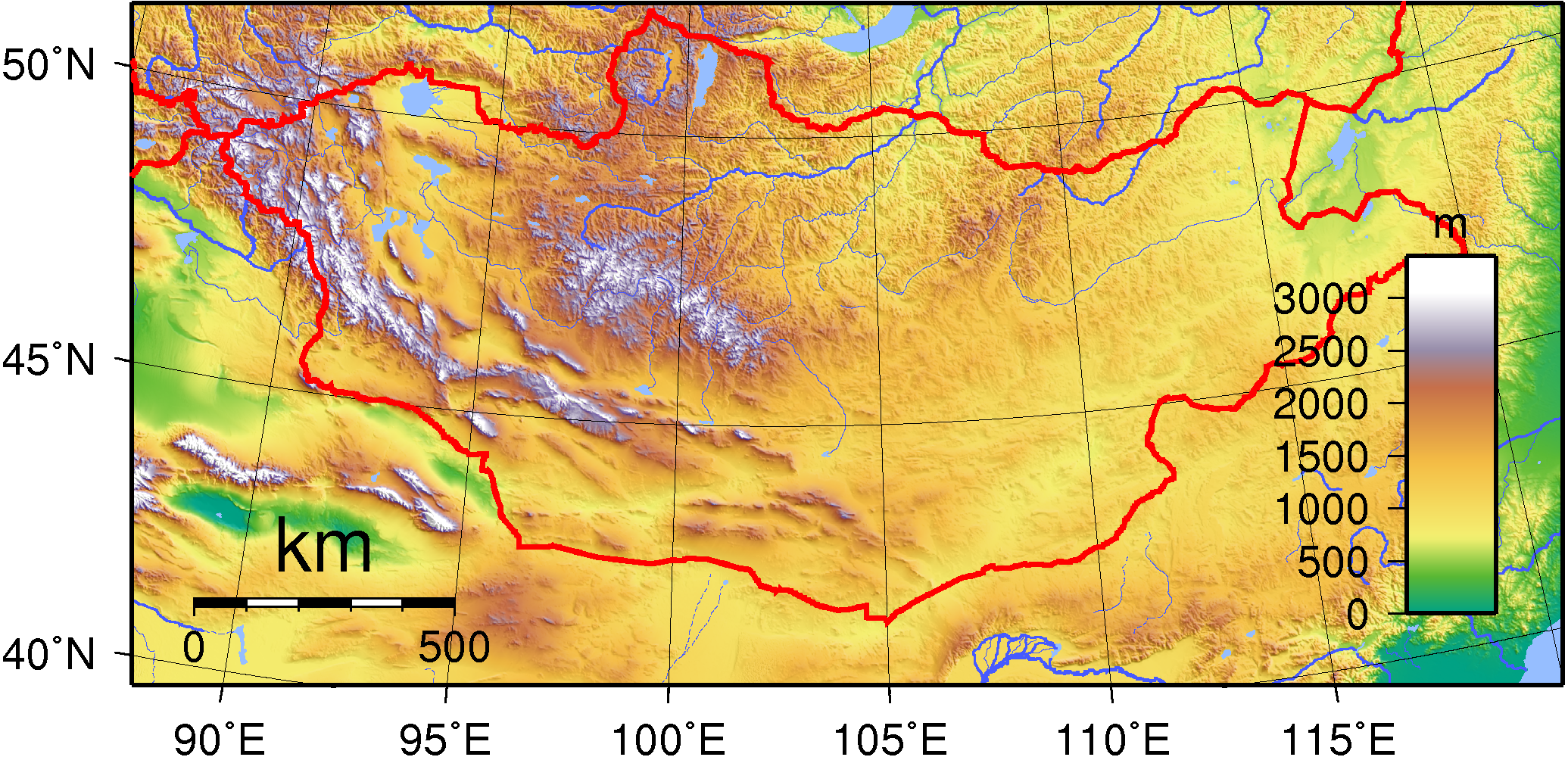
モンゴルの地形図

モンゴル高原に位置するため、平均標高が1580メートルと高く、最高地点はフィティン山の4374メートル、最低地点はフフ・ノール盆地（フフ・ノール湖）の532メートルである。北部は森林地帯、中部は草原地帯、南部は砂漠地帯が東西に広がり、特に草原地帯が8割程度を占める。北部と西部を中心に標高3000メートルを超える山脈が連なり、山岳地帯の周辺には盆地が見られる。高度は東や南へ向かうにつれて低くなり、標高1500メートル以下の平原が主体となる。南部から中国にかけてはゴビ砂漠と呼ばれる砂漠性ステップ・砂漠が広がっており、中には人畜の生存が困難な砂漠・半砂漠を含むが、総人口の1割程度が住む地域でもある。

### 地質
モンゴルはシベリア卓状地と北中国地塊・タリム地塊に挟まれた褶曲帯にあり、ここはリフェアンの時点ではシベリア卓状地と東ゴンドワナ大陸に挟まれる形で古アジア海が広がっていた。やがてカンブリア紀にかけて起きた海洋底拡大に伴い、東ゴンドワナ大陸からマイクロコンチネントが分裂し移動するようになり、古生代末期には南端部を除き現在のモンゴルに当たる地域が形成され、古アジア海が閉じて東ユーラシアが一体化した中生代前期には基本構造が出来上がった。
地質構造は大きく見ればウラルモンゴルリニアメント (Ural-Mongolian Lineament)ないしモンゴルメインリニアメント (Mongol Main Lineament)と呼ばれる南側に湾曲した構造線を境として北ブロック（北モンゴル褶曲帯、ウランバートル褶曲帯）と南ブロック（南モンゴル褶曲帯、内モンゴル褶曲帯）に二分される。北ブロックは太古代から古生代にかけて形成された変成岩類や火山岩、堆積岩、オフィオライトなどから成る地質体で、古生代後期のバリスカン造山運動による褶曲作用を受けた。南ブロックは古生代後期に形成された火山岩や炭酸塩岩、砕屑岩類、メランジなどを中心とする地質体で、古生代前期のカレドニア造山運動による褶曲作用を受けた。地質体の基本形が成立した古生代・中生代以降も地質現象に伴い花崗岩や火山岩類などが生成されてきた。新第三紀から第四紀にかけての地殻変動では現在も見られる山岳、盆地、低地といった地形が形成された。
ユーラシアプレート上に位置し、プレート境界から離れていることから地震活動はあまり活発でないものの、大規模の活断層がいくつか知られ、過去にはツェツェルレグ地震（1905年）やゴビ・アルタイ地震（1957年）のようにモーメントマグニチュード8クラスの大地震が発生したこともある。

### 山岳

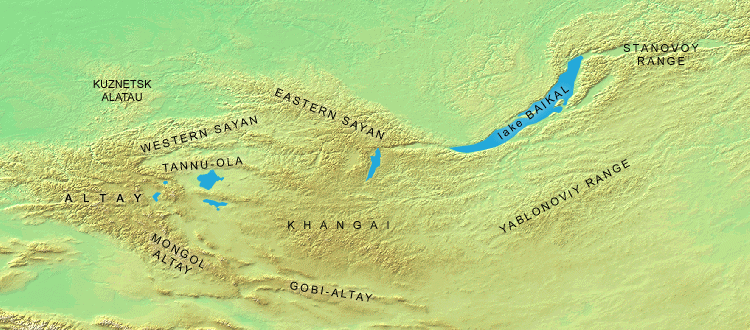
モンゴル周辺地域の山脈。アルタイ山脈 (Altay)、ハンガイ山脈 (Khangai)、サヤン山脈 (Sayan)の字が見える

西部のアルタイ山脈と中部のハンガイ山脈はいずれも3000メートル以上の山が連なり、特に標高が高い山として、4374メートルのフィティン山（アルタイ山脈、モンゴル最高峰）、4021メートルのオトゴンテンゲル山（ハンガイ山脈）がある。アルタイ山脈のうち、タワン・ボグドからギチゲネ山脈までの約900キロメートルの部分をモンゴル・アルタイ山脈といい、バヤンツァガーン山からフルフ山までの約600キロメートルの部分をゴビ・アルタイ山脈という。北部はロシアとの国境地域にサヤン山脈がそびえる山岳地帯だが、高度は2000メートルから3000メートルと比較的低く、南部や東部はさらに低くなる。ウランバートルからロシアとの国境付近にかけてはヘンティー山脈が連なり、アルタイ山脈やハンガイ山脈と並んで主要な山脈に挙げられる。

### 河川・湖沼
河川の数は資料によって差異があり、約4113とも、5300とも、約7000とも言われ、総延長は6万7000キロに達する。セレンゲ川やエニセイ川のように北極海に注ぐ北極海水系、ヘルレン川やオノン川のようにオホーツク海（太平洋）に注ぐオホーツク海（太平洋）水系、ホブド川やザブハン川のように内陸の塩湖や地下水の帯水層を涵養する内陸水系に分けられる。河川流出の6割は国外へ、4割は湖や地下の帯水層を涵養する。北部の山岳地帯に源を発する河川が多く、南部や東部は比較的分布がまばらである。主要な川としてはオルホン川、セレンゲ川、ヘルレン川、トール川、ザブハン川などがあり、中でもセレンゲ川水系は国内の年間総流量の50%以上を占める国内最大の流域となっている。また、ウランバートルを流れるトール川もその流域に全人口の4割を超える115万人が住んでおり、重要性が大きい河川である。
湖の数は2020年の衛星画像に基づくと3718で、総面積は1万4355.9平方キロメートルに達し、小規模なものがゴビ地域に多く見られる。面積が5平方キロメートル以上の湖沼は全体の5%弱で、1000平方キロメートルを超える面積を有する湖として、ウブス湖、ハルオス湖、フブスグル湖、ヒャルガス湖がある。ウブス湖やヒャルガス湖を筆頭に塩湖が多く、ゴビ地域に特に見られる。
乾燥や枯渇、人間の活動による影響が環境問題化しており、特に中小規模の湖の枯渇化が進んでいる。1940年代と2020年のデータを比較すると、湖の数は4355から3718に、面積は1万5502.5平方キロメートルから1万4355.9平方キロメートルにそれぞれ減っている。河川も1996年ごろを境に年間流水量が少ない傾向が続いており、1993年時点で78.4立方キロメートルだったところ、2015年時点で22.7立方キロメートルにまで低下している。2018年以降は増加傾向に転じているが、オルホン川など減少中の河川もある。

### 森林
森林は主に夏の平均気温が摂氏16度以下、平均年降水量300ミリ以上、かつ永久凍土が存在する場所に分布する。モンゴルでは標高が高いこと、冬季の積雪が薄く冷却効果が大きいことから、国土の約3分の2という広い範囲に永久凍土が分布し、その分布域は森林分布と対応している。
国際連合食糧農業機関の報告によれば、森林面積は2020年時点で北方林が約1420万ヘクタール、南部の潅木林（サクソール林）が約200万ヘクタールと国土に対して小さく、干ばつや森林火災、害虫に脆弱で、そのうえ寒冷地ゆえに森林のない地域への拡大能力が比較的低いという弱点を抱えている。政府は植林事業を推進しており、2030年までに森林被覆率を2021年時点の7.85%から9%に上げること、森林火災の平均被害面積を70%減らすことなどの国家目標を掲げている。

## 気候

ケッペンの気候区分で色分けされたモンゴルの地図

高緯度に位置し、平均標高が高く、周囲に山脈が連なっている内陸国のため、気候は大陸的な性格が強く、気温の較差や乾燥が激しい亜寒帯気候となっている。ケッペンの気候区分では亜寒帯冬季少雨気候（Dw）、ステップ気候（BS）、砂漠気候（BW）のいずれかに当てはまる。月較差は平均50度以上、日較差は平均30度以上にもなる。平均気温は地域によってまちまちで、北部の山岳地帯では-6度から-10度、南部の砂漠ステップやゴビ地域では2度から6度以上になる。多くの地域では10月から4月にかけての半年以上にわたり日平均気温が氷点下まで冷え込む。最寒月は1月で、平均気温は-11度から-32度、過去には-50度を下回った記録もある。最暖月は7月で、平均気温は山岳地帯を除き17度から29度、過去には44度に達した記録もある。
平均年降水量は場所によるがおおむね少なく200ミリから250ミリ程度、年によって大きく異なる。降雨は北や東ほど多く、南部のゴビ地方は100ミリ以下なのに対し、北部の山岳地帯では400から500ミリ程度となる。4月から10月のとりわけ夏季に集中し、7月と8月だけで年降水量の半数以上を占め、晴天は年250日以上と多い。夏季に集中する降雨は東アジアモンスーンや地表の暖化に伴う上昇気流といった要因が複合的に作用しているものと考えられている。冬季の降水は少ないが、10月以降の山地は根雪に覆われ、積雪期間はステップ地域で100日から150日程度で、山岳地帯ではより長く、ゴビ地域ではより短くなる。降水量の90%は蒸散で失われ、地表に溜まる水も95%は利用されることなく国外に流出するため、年間降水量のうち水資源として利用できるのは4%程度と、近隣のエニセイ川やアムール川流域の30 - 40%程度と比較して非常に少ない。

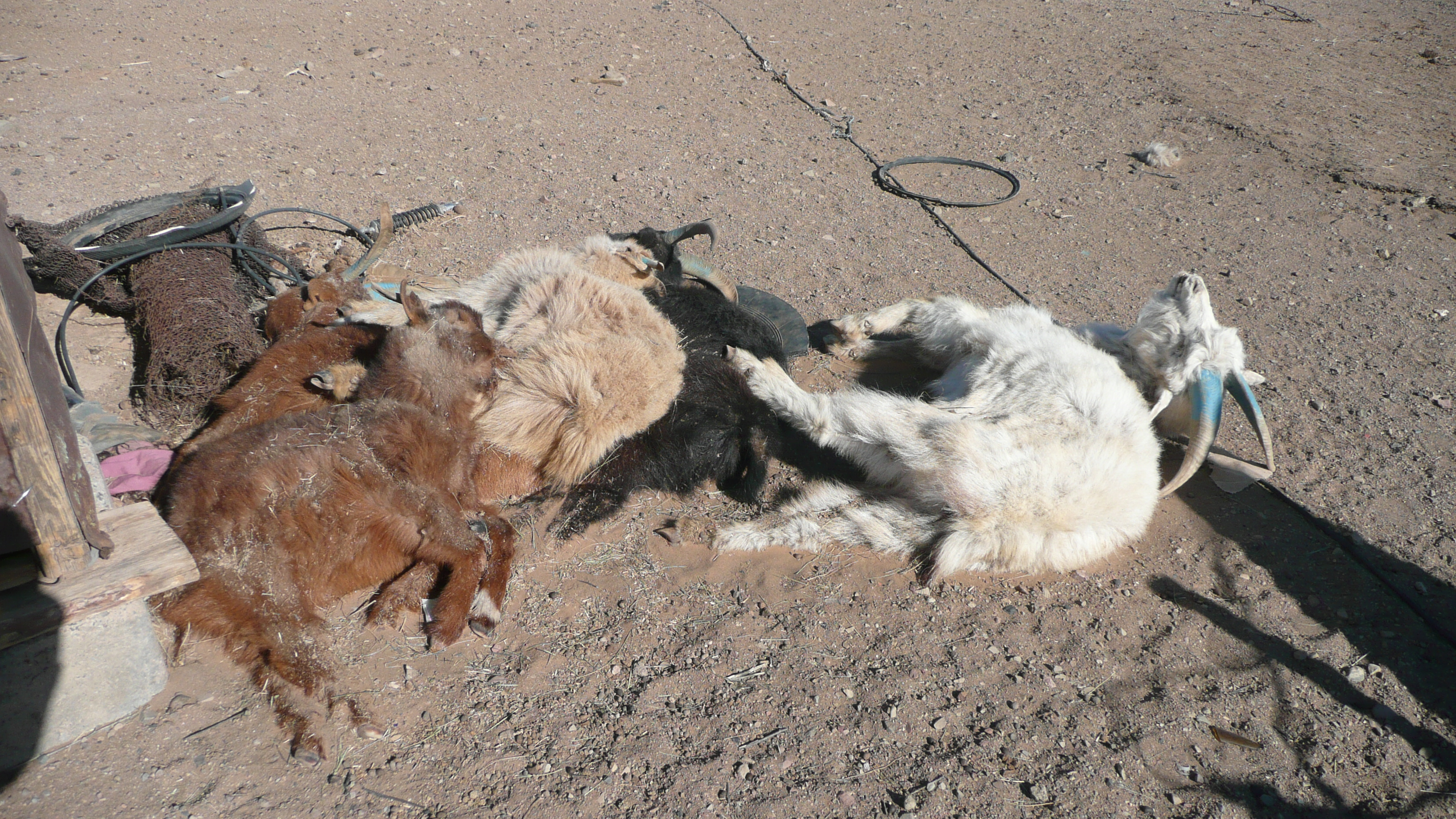
2010年のゾドで死亡したヤギの個体

主要な自然災害として挙げられるもののひとつにゾドがある。モンゴルの家畜は秋までに蓄えたエネルギーで寒候期をしのぐが、悪条件が重なると大量死することがある。主に雪氷や強風、夏季の干ばつ（ガン）による牧草不足が原因とされ、貧困化や健康・教育レベルの低下といった社会経済的影響を与える。2009年から2010年のゾドは統計開始以降最悪の被害を出し、当時の総家畜頭数の約20%に相当する850万頭が死亡し、全人口の28%程度が影響を受けたとされている。また春季を中心に強風が吹き、砂塵嵐となったり、風速20 - 35メートル毎秒に達する暴風となることもある。
| 平均気温 （摂氏） | 最暖月         | 17.8（7月）    | 20.5（7月）  | 20.4（7月）     | 15.9（7月）    | 17.2（7月）    | 18.6（7月）    | 18.3（7月）  | 16.4（7月）     |
| 平均気温 （摂氏） | 最寒月         | −17.1（1月）   | −31.3（1月） | −23.0（1月）    | −18.2（1月）   | −22.9（1月）   | −22.2（1月）   | −18.1（1月） | −15.0（1月）    |
| 降水量 （mm）     | 最多月         | 34.1（7月）    | 38.3（7月）  | 31.6（7月）     | 40.9（7月）    | 64.6（7月）    | 74.5（7月）    | 55.2（7月）  | 87.4（7月）     |
| 降水量 （mm）     | 最少月         | 0.6（2月）     | 2.1（1月）   | 1.4（1月・2月） | 1.8（1月）     | 3.2（1月）     | 1.0（2月）     | 2.0（1月）   | 2.5（1月）      |
| 平年値 （月単位） |                |                |              |                 |                |                |                |              |                 |
| ブルガン          | アルバイヘール | ダランザダガド | マンダルゴビ | ウランバートル  | サインシャンド | バルーンウルト | チョイバルサン |              |                 |
| 平均気温 （摂氏） | 最暖月         | 17.7（7月）    | 17.6（7月）  | 23.0（7月）     | 20.7（7月）    | 19.1（7月）    | 24.6（7月）    | 21.3（7月）  | 21.6（7月）     |
| 平均気温 （摂氏） | 最寒月         | −20.8（1月）   | −14.4（1月） | −13.9（1月）    | −17.1（1月）   | −21.4（1月）   | −17.3（1月）   | −20.9（1月） | −20.3（1月）    |
| 降水量 （mm）     | 最多月         | 96.4（7月）    | 83.6（7月）  | 30.8（7月）     | 39.3（7月）    | 79.8（7月）    | 27.2（7月）    | 58.3（7月）  | 70.0（7月）     |
| 降水量 （mm）     | 最少月         | 1.7（1月）     | 0.7（1月）   | 1.3（1月）      | 1.0（1月）     | 1.8（1月）     | 0.8（1月）     | 1.5（1月）   | 2.1（1月・2月） |

### 気候変動

ケッペンの気候区分で色分けされたモンゴルの地図（2071-2100年の将来予測）

1940年から2001年にかけて、国内47地点の平均気温は1.66度と、全球平均気温（19世紀末からの100年で約0.6度）を上回る勢いで上昇している。この温暖化の傾向は地域別では山岳地域で強く、草原やゴビ地域では弱い傾向にある。2011年のモンゴル人間開発報告書では1940年以降の降水パターンの変化にも触れられており、それによれば夏季降水量は7.5%減り、冬季降水量は9%増え、長時間の弱い降雨は少なくなった一方で、局地的な大雨が18%増えた。気温と降水量の変化は植生にも影響を与えており、1992年から2002年にかけて砂漠が46%増えており、国土の76.8%が砂漠化や地質劣化の影響を受けているとする調査結果もある。また、土壌の乾燥化が進むなど、干ばつやゾド、砂嵐などの自然災害が発生しやすくなっていると指摘する向きがある。
2081年から2100年にかけての将来予測では、シナリオ次第で、気温は2.4度から6.3度上がり、降水量は夏季は上げ幅が10%以下に収まる一方で、冬季は15.5%から50.2%増えると推定されている。

## 生物相

### 動物相
138種の哺乳類、75種の魚類、22種の爬虫類、6種の両生類、476種の鳥類、1万3000種以上の昆虫、516種の軟体動物が記録されている。豊富な野生生物の資源を有し、経済的および生物学的価値のある種がいくらか知られる一方、希少価値があり絶滅が危惧される種も少なくない。ゴビヒグマ、ユキヒョウ、野生のロバ、マナヅル、ヒゲワシ、ヨーロッパクサリヘビなどはその一例である。
主要な動物としては遊牧民が飼養する家畜であるヒツジ、ヤギ、ウシ、ウマ、ラクダが挙げられ、2019年末の暫定値ではこれら5畜の飼養頭数が7096万頭に達しており、ゾドで減少することはあるものの、1990年に市場経済に移行して以降は急増傾向にある。持続的に飼養するには過放牧状態であると考えられており、2021年には家畜頭数削減策の一環として2021年に家畜税を課す法律が国会で可決されている。
このほか代表的な動物としてトナカイ、ヘラジカ、ジャコウジカ (Moschus moschiferus)、アカシカ、アルガリ、ガゼル (Gazella subgutturosa)、サイガ、オオヤマネコ、オオカミ、マーモットなどが挙げられる。北方林ではシベリアの森林と、南部では中央アジアとの関連性が強い。ステップでは齧歯類が主にみられ、砂漠帯では加えてガゼルやロバが代表種である。

### 植物相
108科684属の維管束植物、1574種の藻類、1030種の地衣類、470種のキノコが記録されている。東部は典型的なステップで、ヒメカモジグサ、イトノヤマスゲ (Carex duriuscula)、マンシュウアサギリソウ (Artemisia frigida)などで構成される草原が見られる。北西部からゴビ地域にかけてはスティパ (Stipa gobica)、カブラキョウ (Allium polyrrhizum)、カラガナ (Caragana microphylla)などで構成される砂漠ステップが、北部のタイガにかけての地帯には森林ステップが見られる。ステップは他にもカヤツリグサ科やイネ科、キク科の種が多い。
北部（フブスグル地方）の山岳部ではシベリアカラマツなどで構成されるタイガが、高山帯においては針葉樹の疎林や高山ツンドラが見られる。シベリアカラマツは天然林面積の63%を占める主要樹種で、他の樹種としてはヨーロッパアカマツやシベリアマツ (Pinus sibirica)、シベリアトウヒ (Picea obovata)やコウアンシラカンバなどがある。広葉樹としてはシラカンバのほかにヨーロッパヤマナラシ (Populus tremula)とコトカケヤナギがよく見られる。ゴビ地域で見られる砂漠帯では、ギョリュウ属 (Tamarix)やイワレンゲ属、サクソール (Haloxylon ammodendron)といった潅木が疎生する。

## 行政区画

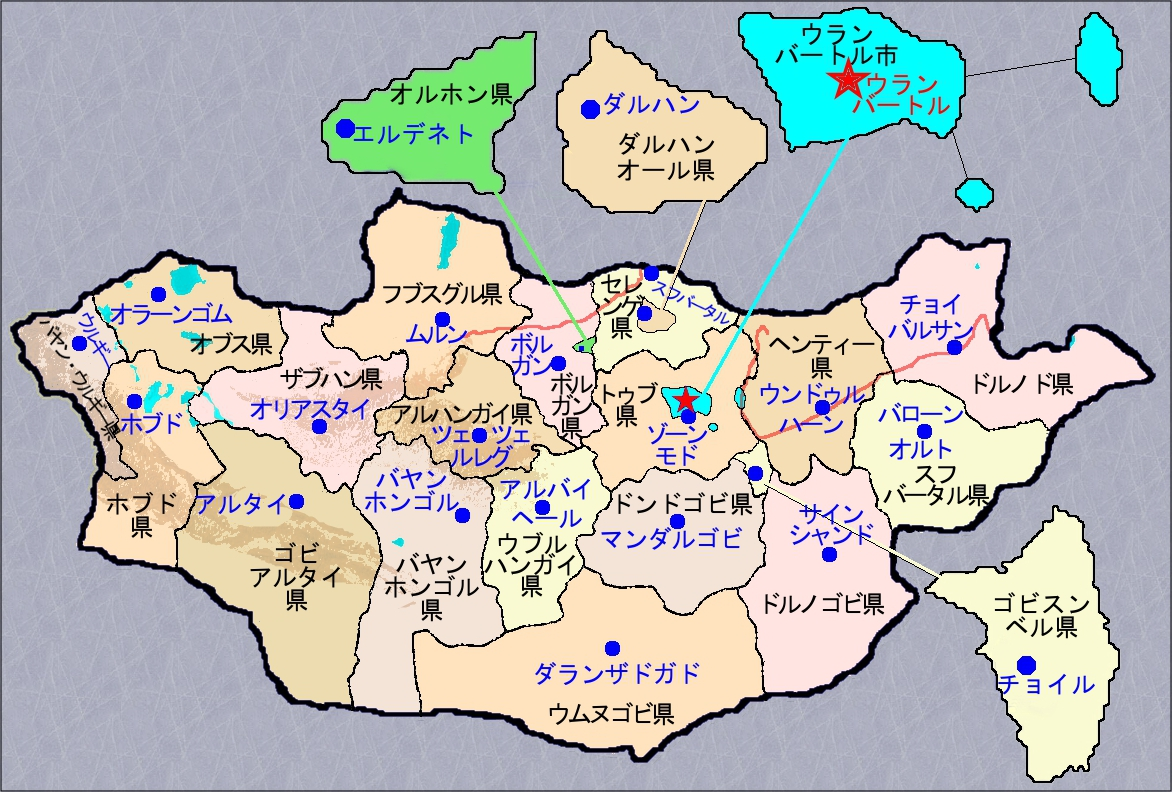
モンゴルの地方行政区画

行政区分として、県に相当するアイマクが21、郡に相当するソムが347、村に相当するバグが1681ある。ウランバートルは区に相当する9のドゥーレグと街に相当する151のホローから成る。

## 人口

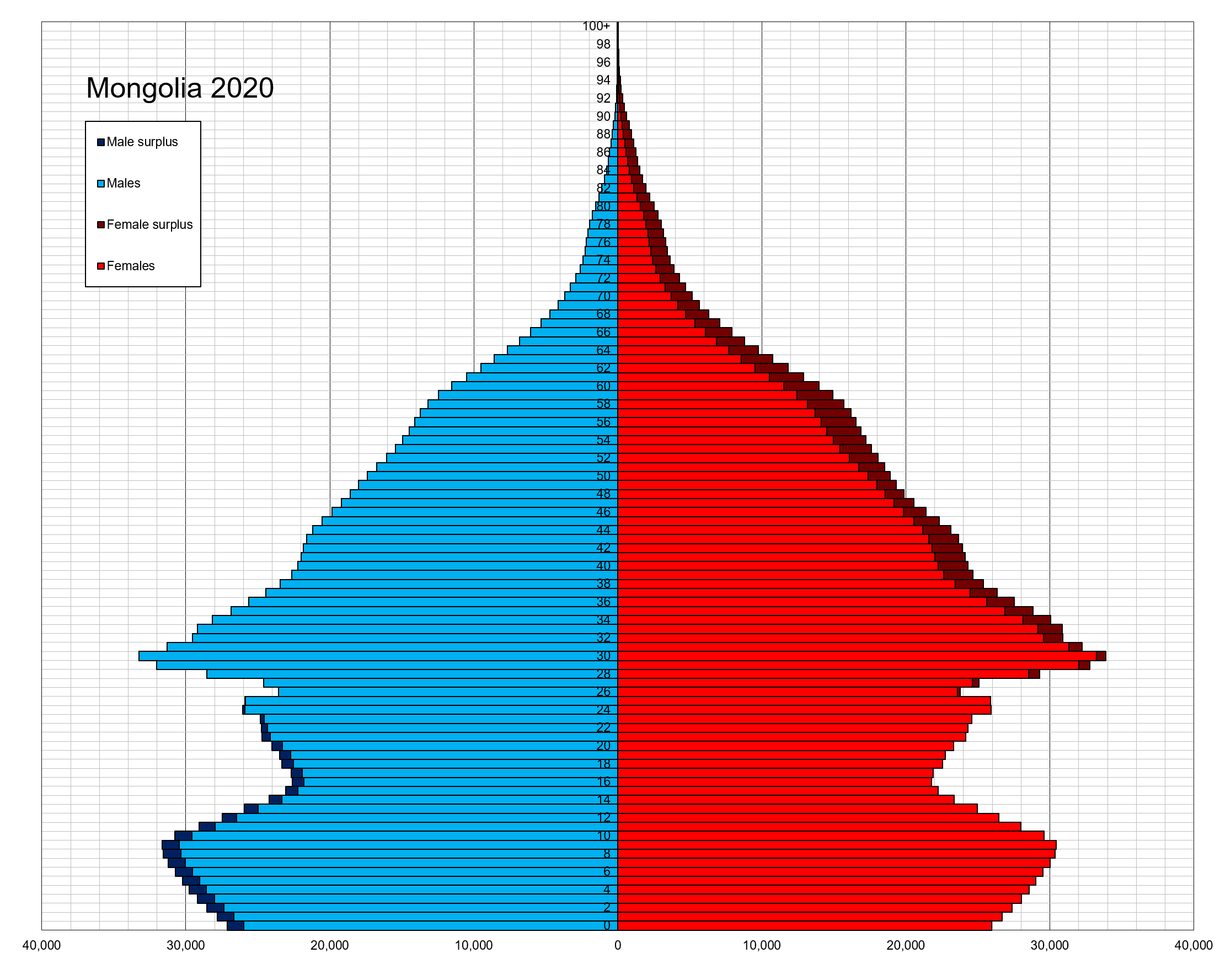
モンゴルの人口ピラミッド（2020年）

人口は一貫して増加傾向を示しており、1918年時点で64万人だったところ、1960年代には100万人を超え、1991年には215万人に達している。2023年時点の人口は350万4741人で、平均人口密度は世界随一の低さである。都市人口は70%程度で、特にウランバートルだけで約163万人と人口の48%を占め、次に人口が多いエルデネトとダルハンの10万人を大きく引き離している。都市への人口集中が進む要因としては、地方から都市への移住の規制の緩和、自然環境の厳しさ、農村社会の不安定化などが挙げられている。1990年代以降の人口ピラミッドは富士山型、つぼ型、星型と推移しており、国家統計局は2045年にかけて年率1%程度の増加傾向が続くと予測している。